# Померанцев, Николай Николаевич
Николай Николаевич Помера́нцев (8 (20) марта 1891 — 18 июня 1986) — советский реставратор, искусствовед. Заслуженный деятель искусств РСФСР.

## Биография
Отец Н. Н. Померанцева — Николай Семёнович Померанцев, протоиерей московского храма святителя Николая чудотворца в Пыжах. Николай Николаевич окончил Первую Московскую гимназию — в 1912, а также физико-математический факультет Московского университета (отделение технической химии) — в 1918. Занимался в консерватории по классу композиции у А. Т. Гречанинова.
С 1918 сотрудник «Комиссии по сохранению и раскрытию древних памятников» под началом И. Э. Грабаря, c 1919 по 1934 работал в московском Кремле — искусствоведом, хранителем Оружейной палаты, заведующим памятниками Кремля. Одновременно занимался музейной деятельностью, организовывал местные музеи на базе Донского, Новодевичьего монастырей, в Звенигороде, Волоколамске и других древних городах.

Все иконы, утварь, архивы монастырей Кремлёвских активно помогал спасать светлой памяти Николай Николаевич Померанцев. Николай Николаевич сумел собрать реставраторов и начать снимать знаменитые фрески Чудова монастыря, о которых писали все русские историки XIX века. Но когда утром 17 декабря реставраторы пришли на работу, они увидели груду камня на месте своей работы — ночью собор был взорван.

Понимая невозможность спасти от сноса Вознесенский монастырь, Померанцев, стоявший во главе комиссии кремлёвских специалистов, организовал архитектурные обмеры и фотографирование монастыря, обследование захоронений и вывоз саркофагов в подземелье Архангельского собора, а иконы из Воскресенского монастыря, датируемые 1679 годом, сохранил в церкви Двенадцати Апостолов и фондах Оружейной палаты.
В январе 1934 арестован по «делу работников центральных реставрационных мастерских», обвинён в попытках дискредитации Советской власти путём противодействия сносу «ненужных памятников старины». В мае 1934 осуждён на три года ссылки на Север, отбывал наказание в Вельске.
В Вельске Померанцев активно занимается разведением цветов, устройством скверов и аллей, строит первую в городе оранжерею, работает музыкальным руководителем детского сада № 2, открывает кружок хорового пения, собирает и записывает народные песни.

Существовали лагеря, где перевоспитывали так, не особо опасно верующих, лагеря, в которых заставляли добывать золото, смывая его с фона икон. Померанцев спас иконостас Воскресенского монастыря <…> сумел обменять его тоже на <…> иконостас, который Николай I — последнее одно из его деяний в 1855 — заказал для храма Двенадцати Апостолов в Московском Кремле. Иконостас середины XIX века. У него были большие поверхности золота — а как вы видите по этой книге, Вознесенский иконостас XVII века, на котором был вырезан рай — там сплошные завитушки, золото смывать труднее.

После окончания срока поселился в Зарайске, затем был вынужден переехать в Калугу. Преподавал физику в школе, работал в музее. Вернулся в Москву, в те же самые Центральные реставрационные мастерские (позже — Всероссийский художественный научно-реставрационный центр имени И. Э. Грабаря) только в 1946.
С 1954 регулярно выезжал в экспедиции на русский Север («Онежские экспедиции»), реставрировал Ферапонтов монастырь, Соловецкий монастырь, Кирилло-Белозерский монастырь и другие памятники. Выступал за создание реставрационных мастерских в провинциальных городах, участник создания ВООПИиК в 1965. В 1966 организовал выпуск первой в СССР грамзаписи русских колокольных звонов. Организовывал выставки, на которых впервые в СССР выставлялись хранимые в запасниках иконы, русская деревянная скульптура.
Похоронен в некрополе Донского монастыря.

## Семья
Первая жена — Раиса Ивановна, урождённая Котович, в первом браке Борисяк (1895—1923), талантливая художница, ученица К. С. Петрова-Водкина, участница выставок объединения «Мир искусства», умерла при родах.
Дочь — Раиса Николаевна Померанцева (1923—1989) — известный переводчик английской классической литературы, жена Ю. И. Кагарлицкого.
Внук — Борис Юльевич Кагарлицкий (род. 1958 г.) — левый публицист, кандидат политических наук, главный редактор канала и сайта «Рабкор».
Вторая жена — Галина Евгеньевна, урождённая Митрофанова — литературовед.

## Признание
- заслуженный архитектор РСФСР
- Государственная премия РСФСР в области архитектуры (1974) — за реставрацию памятников архитектуры и живописи Москвы.
- орден Дружбы народов (1984)
- медали

## Сочинения
- Музеи-монастыри Московской губернии. — М., 1929.
- Практика охраны и реставрации памятников искусства / Сборник статей. Сообщения Совета по охране памятников культуры. — 1970. — Вып. 6.
- Русская деревянная скульптура [Текст]: [Альбом]. — [М.]: Советский художник, [1967]. — [135] с.